# Список крупнейших гостиниц мира
Ниже представлен список гостиниц мира, имеющих 3000 и более номеров. При этом высота и этажность гостиничного здания имеют второстепенное значение.

## Ныне существующие гостиницы
| № п/п | Название                      | Местонахождение                                                      | Фото | Кол-во номеров | Высота, м / этажей                                                                | Год открытия                             | Описание, сноски |
| ----- | ----------------------------- | -------------------------------------------------------------------- | ---- | -------------- | --------------------------------------------------------------------------------- | ---------------------------------------- | --- |
| 1     | First World Hotel & Plaza     | Гентинг-Хайлендс, Паханг, Малайзия                                   |      | 7351           | 2×148,1 / 2×37                                                                    | 2002 и 2006                              | Комплекс состоит из двух зданий-близнецов. Гостиница приняла 35,5 млн постояльцев с 2006 года по середину 2015 года. |
| 2     | CityCenter                    | Лас-Вегас-Стрип, бульвар Лас-Вегас, Парадайс, Кларк, Невада, США     |      | 6790           | 182,9, 168,9, 164,3 и 2×132 / 60, 57, 56 и 2×37                                   | 2009 и 2010                              | Комплекс состоит из пяти зданий, два из которых являются «близнецами»: Aria Resort and Casino, Mandarin Oriental, Vdara и Башни Вир. Также с 2009 по 2015 год в составе комплекса находилось ещё одно здание — The Harmon (168,7 м, 47 этажей), но оно было снесено. |
| 3     | MGM Grand                     | Лас-Вегас-Стрип, бульвар Лас-Вегас, Парадайс, Кларк, Невада, США     |      | 5044           | 3×144,8 и 89,3 / 3×38 и 30                                                        | 1993, 2006 и 2007                        | Комплекс состоит из трёх 38-этажных зданий-близнецов и 30-этажного здания. Вольер с живыми львами, стадион, два клуба, 16 ресторанов. |
| 4     | «Бархатные сезоны»            | Сочи, Краснодарский край, Россия                                     |      | 4688           | 34×23 / 34×5                                                                      | 2014                                     | Город-отель «Бархатные сезоны» состоит из 3 кварталов: «Екатерининский квартал» (16 зданий) — 1232 номера, «Русский дом — Спортивный квартал» (12 зданий) и «Русский дом — Семейный квартал» (6 зданий) — 3456 номеров. На территории комплекса располагаются футбольные поля, теннисные корты, волейбольные и баскетбольные площадки, бассейн, детские площадки, сквер. |
| 5     | «Луксор Лас-Вегас»            | Лас-Вегас-Стрип, бульвар Лас-Вегас, Парадайс, Кларк, Невада, США     |      | 4407           | 106,7 / 30                                                                        | 1993                                     | 8 бассейнов, часовня, в которой можно заключить брак, 29 магазинов, 6 ресторанов. В связи с нестандартной формой сооружения (пирамида), ни в одном номере, даже люксе, нет ванной — только душевые кабины. На вершине пирамиды расположен источник света силой более 40 миллиардов кандел — это, возможно, самый мощный луч света на Земле. Рядом с основным зданием-пирамидой возведены две 22-этажные башни-близнецы в форме зиккуратов, также служащие для приёма постояльцев. |
| 6     | Ambassador City Jomtien       | Паттайя, Таиланд                                                     |      | 4219           | 60,2 / 16                                                                         |                                          | Комплекс состоит из пяти зданий. 8 ресторанов, несколько баров и ночных клубов, крупнейший в Азии плавательный бассейн. |
| 7     | The Venetian Las Vegas        | Лас-Вегас-Стрип, бульвар Лас-Вегас, Парадайс, Кларк, Невада, США     |      | 4049           | 144,8 / 40                                                                        | 1999                                     | [ 12 ] [ 13 ] |
| 8     | «Измайлово»                   | Измайлово, Москва, Россия                                            |      | 4021           | 4×110,3 / 4×30                                                                    | 1979 и 1980                              | Комплекс состоит из четырёх зданий: «Вега» — 997 номеров, «Бета» — 975 номеров, «Дельта» — 1229 номеров, «Гамма» — 820 номеров. Киноконцертный зал на 1000 зрителей, отделение полиции, 109 лифтов (в том числе 61 скоростной пассажирский и 48 грузовых). |
| 9     | «Экскалибур»                  | Лас-Вегас-Стрип, бульвар Лас-Вегас, Парадайс, Кларк, Невада, США     |      | 4008           | 2×73 / 2×28                                                                       | 1990                                     | Комплекс состоит из двух зданий-близнецов и нескольких оформительских строений в стиле Древней Англии, в духе сказаний о короле Артуре и его волшебном мече. |
| 10    | «Сизарс-пэлас»                | Лас-Вегас-Стрип, бульвар Лас-Вегас, Парадайс, Кларк, Невада, США     |      | 3960           | 132,6, 111,3, 106,7, 71, 51,8 и 45,1 / 29, 26, 23, 22, 16 и 14                    | 1966, 1974, 1979, 1998, 2005 и 2012      | Комплекс состоит из шести зданий: «Дворец», «Август», «Октавиан», «Форум», «Римская башня» и «Центурион». Как несложно догадаться, комплекс оформлен в стиле Древнего Рима. |
| 11    | «Белладжио»                   | Лас-Вегас-Стрип, бульвар Лас-Вегас, Парадайс, Кларк, Невада, США     |      | 3950           | 154,8 и 119,5 / 36 и 33                                                           | 1998 и 2004                              | Комплекс состоит из двух зданий. Главная достопримечательность — «поющий» фонтан у входа. Архитектура здания вдохновлена итальянским поселением Белладжо. |
| 12    | Sheraton Grand Macao Hotel    | Макао                                                                |      | 3896           | ? и ? / 39 и 38                                                                   | 2012                                     | Комплекс состоит из двух зданий: «Земля» и «Небо». 3 бассейна, 3 ресторана. |
| 13    | «Цирк Цирк»                   | Лас-Вегас-Стрип, бульвар Лас-Вегас, Уинчестер, Кларк, Невада, США    |      | 3773           | 125,7, 104,1 и 53,9 / 35, 29 и 15                                                 | 1972, 1986 и 1996                        | Комплекс, стилизованный под цирк, состоит из трёх основных зданий, также в его состав входят ещё пять трёхэтажных зданий-«особняков» высотой по 11 метров. Есть стоянка для крупного семейного транспорта (автодомов). Танцполы на 600 человек, зал для просмотра и ставок на спорт на 80 человек с 18 большими экранами, 3 бассейна, часовня, в которой можно заключить брак, парк развлечений.                                                                                  |
| 14    | Shinagawa Prince Hotel        | Минато, Токио, Япония                                                |      | 3679           | 143, 108,6, 72,4, 68,4 и 64,4 / 39, 31, 18, 17 и 16                               | 1994, 2002                               | Комплекс состоит из пяти зданий. Принадлежит сети Prince Hotels. |
| 15    | Flamingo Las Vegas            | Лас-Вегас-Стрип, бульвар Лас-Вегас, Парадайс, Кларк, Невада, США     |      | 3626           | 82,9 / 28                                                                         | 1965                                     | Архитектура здания вдохновлена районом Южный пляж города Майами. Предыдущее гостиничное здание было открыто на этом месте в 1946 году, таким образом эта гостиница является самой старой из ныне функционирующих на Лас-Вегас-Стрип. В зоосаду гостиницы живут фламинго. |
| 16    | Atlantis Paradise Island      | Райский остров, Багамские острова                                    |      | 3414           | 79,6, 76,2, 72,7, 65,8, 41,5 и 31,2 / 23, 22, 21, 19, 12 и 9                      | 1998, 2007                               | Комплекс состоит из шести зданий. В гостинице имеется номер, сутки в котором стоят 25 000 долларов. В 2002 году он был признан «самым дорогим гостиничным номером в мире» (Forbes), в 2012 году этот номер опустился на 10-ю строчку (CNN). |
| 17    | Hilton Hawaiian Village       | Вайкики, Гонолулу, Гавайи, США                                       |      | 3386           | 117,5, 106,7, 94,5, 83,5, 77,3, 49,5, 46,4, 30,9 / 38, 36, 24, 31, 25, 16, 15, 10 | 1957, 1960, 1967, 1968, 1982, 2001, 2008 | Комплекс состоит из восьми зданий. В зоосаду и пруду гостиницы живут черепахи, утки, фламинго, священные ибисы, кваквы, карпы кои, хамелеоны, попугаи. На территории гостиницы с 1957 по 1999 год находился геодезический купол диаметром 44 метра — один из первых собранных в США. |
| 18    | «Мандалай-Бэй»                | Лас-Вегас-Стрип, бульвар Лас-Вегас, Парадайс, Кларк, Невада, США     |      | 3309           | 146,3 / 43                                                                        | 1999                                     | Океанариум с акулами, 24 ресторана, 11 баров. |
| 19    | The Palazzo                   | Лас-Вегас-Стрип, бульвар Лас-Вегас, Парадайс, Кларк, Невада, США     |      | 3068           | 195,7 / 53                                                                        | 2007                                     | Гостиница, имеющая площадь помещений 645 581 м², занимает 12-ю строчку в списке крупнейших зданий и сооружений мира (по площади помещений). |
| 20    | Disney's Port Orleans Resort  | Дисней-Спрингс, «Мир Диснея», Лейк-Буэна-Виста, Ориндж, Флорида, США |      | 3056           |                                                                                   | 1991 и 1992                              | Комплекс состоит из двух зданий: одно в духе Нового Орлеана, другое в стиле Старого Юга. |
| 21    | The Mirage                    | Лас-Вегас-Стрип, бульвар Лас-Вегас, Парадайс, Кларк, Невада, США     |      | 3044           | 102,1 / 31                                                                        | 1989                                     | Гостиница оформлена в полинезийском стиле. Имеется искусственный вулкан, «извергающийся» два-три раза в день с запахом пинья колады; у стойки регистрации находится аквариум размером 16×2,4 м, в котором живут около 1000 видов существ; ночной клуб площадью 1500 м²; зал для отдыха топлес. |
| 22    | Monte Carlo Resort and Casino | Лас-Вегас-Стрип, бульвар Лас-Вегас, Парадайс, Кларк, Невада, США     |      | 3002           | 109,7 / 32                                                                        | 1996                                     | [ 52 ] [ 53 ] |
| 23    | «Венецианское Макао»          | Котай-Стрип, Макао                                                   |      | 3000           | 225 / 39                                                                          | 2007                                     | Гостиница оформлена в венецианском стиле: внутри есть каналы, по которым плавают гондолы. Крупнейшее в мире казино — 50 725 м², 3400 слот-машин, 800 игровых столов; Котай Арена на 15 000 зрителей; 120 лифтов; имея площадь помещений 980 000 м², гостиница занимает 7-ю строчку в списке крупнейших зданий и сооружений мира (по площади помещений). |

## Бывшие и будущие гостиницы
| Название                | Местонахождение                                | Фото | Кол-во номеров | Высота, м / этажей | Годы работы    | Описание, сноски |
| ----------------------- | ---------------------------------------------- | ---- | -------------- | ------------------ | -------------- | --- |
| «Россия»                | Тверской район, Москва, Россия                 |      | 3182           | ? / 4×12 и 23      | 1967—2006      | Комплекс состоял из четырёх 12-этажных зданий и 23-этажной башни. |
| Абрадж-Кудай            | Мекка, Саудовская Аравия                       |      | 10 000         | ? / 12×45          | с 2020         | Комплекс будет состоять из двенадцати 45-этажных башен, выстроенных кольцом. 70 ресторанов, 4 вертолётные площадки, площадь помещений составит 1,4 млн м². Пять этажей будут отданы в пользование саудитам. |
| Resorts World Las Vegas | Лас-Вегас-Стрип, Уинчестер, Кларк, Невада, США |      | 6583           | 204,6 / 4×57       | с декабря 2020 | Комплекс будет состоять из четырёх башен. Площадь помещений составит 2 029 682 м². Кинотеатр на 4000 зрителей, океанариум, ледовый каток, боулинг, аквапарк, выставка панд.                                 |